# Anton Maria Keim

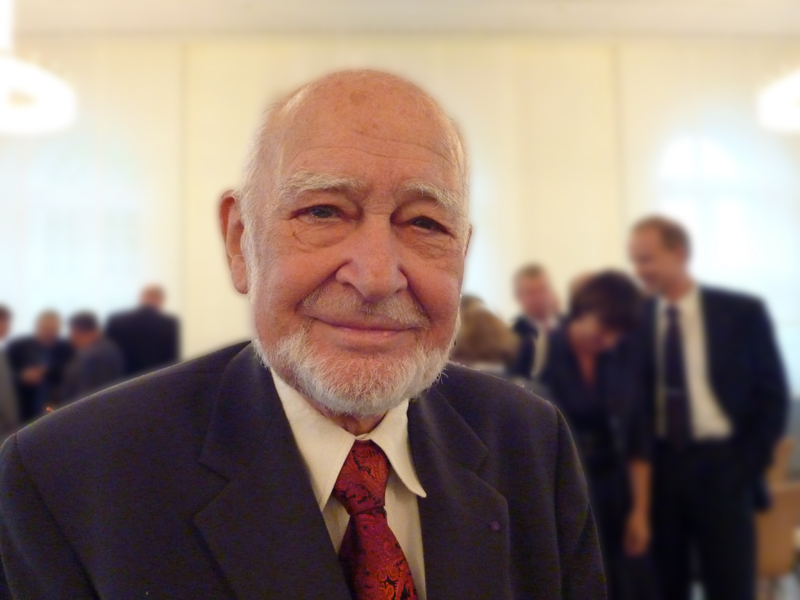
Anton Maria Keim (2010)

Anton Maria Keim (* 16. August 1928 in Hechtsheim bei Mainz; † 9. September 2016 in Mainz) war ein deutscher Historiker, Autor und Bürgermeister von Mainz.

## Leben

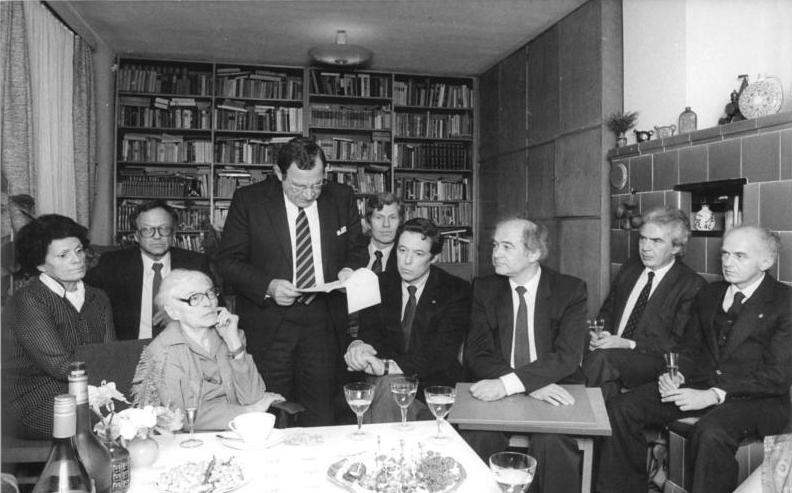
Keim (3.v.r.) 1981 zur Verleihung der Ehrenbürgerschaft der Stadt Mainz an Anna Seghers in Berlin

Anton Maria Keim besuchte die Dorfschule in Hechtsheim und das Adam-Karillon-Gymnasium in Mainz. Da seine Großmutter Jüdin war, tauchte er Anfang 1945 unter, um nicht eingezogen oder deportiert zu werden. Er erlebte den Luftangriff vom 27. Februar 1945 auf Mainz als Augenzeuge. 1948 legte er das Abitur ab und begann das Studium der Germanistik und Geschichte an der Universität Mainz, wo er 1953 bei Ludwig Petry promoviert wurde. 1954 legte er das Staatsexamen ab und begann ein Referendariat in Bingen. Er unterrichtete bis 1972 am Mainzer Gutenberg Gymnasium Deutsch, Geschichte und Sozialkunde. In den 1960er Jahren trat er der SPD bei.
Anton Maria Keim war von 1972 bis zum 31. Dezember 1995 Bürgermeister und Kultur- und Schuldezernent der Stadt Mainz. Mit seiner umfassenden kulturpolitischen Arbeit erlangte er bundesweit und international Ansehen; so gelang es ihm 1978 für das städtische Gutenberg-Museum erstmals eine vollständige Gutenberg-Bibel zu erwerben. Daneben engagiert er sich für die deutsch-israelischen Beziehungen und für die christlich-jüdische Zusammenarbeit. Anton Maria Keim hat zahlreiche Publikationen zur regionalen und zur deutsch-jüdischen Geschichte veröffentlicht.
Er war mit der Schauspielerin Helga Bender verheiratet und lebte zuletzt mit ihr im Caritas Altenzentrum in Mainz-Drais.

## Ehrungen und Auszeichnungen
Für seine Leistungen wurde er vielfach ausgezeichnet, darunter mit
- 1980/81 Leo-Baeck-Preis des Zentralrats der Juden in Deutschland
- 1996 Diether von Isenburg-Medaille der Universität Mainz
- 4. März 1998 Bundesverdienstkreuz 1. Klasse
- Officier des Ordre des Palmes Académiques
- Ehrenring der Stadt Mainz
- 1996 Ehrenmitglied der Anna-Seghers-Gesellschaft
- 2008 Ehrenmitglied des Kunstvereins Eisenturm Mainz[2]
- 2013 Jakob-Steffan-Preis des Vereins Rheinhessen gegen Rechts[3]

## Veröffentlichungen (Auswahl)
- 11 mal politischer Karneval – Weltgeschichte aus der Bütt. Geschichte der demokratischen Narrentradition vom Rhein. v. Hase & Koehler, Mainz 1966; Fischer, Frankfurt 1969. 2. Auflage, von Hase & Koehler, Mainz 1981.
- Lebendiges Rheinland-Pfalz. Hanns Krach, Mainz 1970.
- Die Judenfrage im Landtag des Grossherzogtums Hessen 1820–1849. Ein Beitrag zur Geschichte der Juden im Vormärz (= Quellen und Forschungen zur hessischen Geschichte. Band 46). Hessische Historische Kommission, Darmstadt/Historische Kommission für Hessen, Marburg 1983 (= Dissertation Universität Mainz 1953).
- Leben in den Trümmern. Krach, Mainz 1985.
- Exil und Rückkehr. Schmidt, Mainz 1986.
- Als die letzten Hoffnungen verbrannten. Schmidt, Mainz 1988.
- Von Süssel Hechtsheim bis David Kapp (= Hechtsheimer Ortsgeschichte. Heft 4). Verein Hechtsheimer Ortsgeschichte, Mainz 1994.
- mit Franz-Josef Heyen (Hrsg.): Auf der Suche nach neuer Identität. Kultur in Rheinland-Pfalz im Nachkriegsjahrzehnt. (= Veröffentlichungen der Kommission des Landtages für die Geschichte des Landes Rheinland-Pfalz. Band 20). v. Hase & Koehler, Mainz 1996, ISBN 3-7758-1349-7.
- Ludwig Kalisch. Karneval und Revolution. Leinpfad, Ingelheim 2003, ISBN 3-9808383-9-0.
- Meine Hechtsheimer Jahre. Erinnerungen 1928–1954. Leinpfad, Ingelheim 2008, ISBN 978-3-937782-71-3.